# Cambernard
Cambernard (okzitanisch Camp Bernat) ist eine französische Gemeinde mit 496 Einwohnern (Stand 1. Januar 2022) im Département Haute-Garonne in der Region Okzitanien (vor 2016 Midi-Pyrénées). Sie gehört zum Arrondissement Muret und zum Kanton Cazères. Die Einwohner werden Cambernardais genannt.

## Geografie
Cambernard liegt in der historischen Provinz Savès, etwa 28 Kilometer südwestlich von Toulouse und etwa 13 Kilometer westlich von Muret. An der nördlichen Gemeindegrenze verläuft das Flüsschen Saudrune, sein Zufluss Ruisseau de Montant durchquert das Gemeindegebiet. Cambernard wird umgeben von den Nachbargemeinden Sainte-Foy-de-Peyrolières im Norden und Westen, Saint-Clar-de-Rivière im Osten, Lherm im Südosten sowie Poucharramet im Süden.

## Bevölkerungsentwicklung
| Jahr                       | 1962 | 1968 | 1975 | 1982 | 1990 | 1999 | 2006 | 2014 | 2020 |
| Einwohner                  | 145  | 145  | 176  | 248  | 308  | 340  | 428  | 467  | 477  |
| Quellen: Cassini und INSEE |      |      |      |      |      |      |      |      |      |

## Sehenswürdigkeiten
- Kirche Notre-Dame-de-l’Assomption aus dem 17./18. Jahrhundert
- Schlösser Pères und Huguerie